# 克雷格·纽比
克雷格·纽比（英語：Craig Newby，1979年7月27日—），新西兰男子橄榄球运动员。他曾代表新西兰七人制国家队参加2002年英联邦运动会七人制橄榄球比赛，获得一枚金牌。